# Dr. Diabolical’s Cliffhanger
Dr. Diabolical’s Cliffhanger in Six Flags Fiesta Texas (San Antonio, Texas, USA) ist eine Stahlachterbahn vom Modell Dive Coaster des Herstellers Bolliger & Mabillard, die am 30. Juli 2022 eröffnet wurde.
Die 762,3 m lange Strecke erreicht eine Höhe von 45,7 m und besitzt eine Abfahrt von 95°. Sie ist damit auch gleich die erste Achterbahn des Herstellers mit einem Gefälle von über 90°. Die Strecke verfügt außerdem über einen Immelmann, eine Zero-g-Roll und eine 360°-Helix.

## Züge
Dr. Diabolical’s Cliffhanger besitzt vier bodenlose Züge mit jeweils drei Wagen. In jedem Wagen können sieben Personen in einer Reihe Platz nehmen. Von den vier verfügbaren Zügen können immer drei Züge gleichzeitig eingesetzt werden.